# Корниј (Корез)
Корниј (фр. Cornil) је насељено место у Француској у региону Лимузен, у департману Корез.
По подацима из 2011. године у општини је живело 1404 становника, а густина насељености је износила 71,41 становника/km².

## Демографија
| 1962. | 1968. | 1975. | 1982. | 1990. | 2011. |
| ----- | ----- | ----- | ----- | ----- | ----- |
| 1.568 | 1.564 | 1.532 | 1.515 | 1.423 | 1.404 |